# جيسيكا كريستينا
جيسيكا كريستينا (بالإنجليزية: Jessica Cristina)‏ هي مغنية أمريكية، ولدت في 12 ديسمبر 1975.

## روابط خارجية
- جيسيكا كريستينا على موقع أول ميوزيك (الإنجليزية)
- جيسيكا كريستينا على موقع ديسكوغز (الإنجليزية)